# シャルミラ・タゴール
シャルミラ・タゴール（Sharmila Tagore、1944年12月8日 - ）は、インドのヒンディー語映画、ベンガル語映画で活動する女優。インド映画史上最も偉大な俳優の一人に挙げられ、これまでに国家映画賞、フィルムフェア賞を受賞しており、2013年にはインド政府からパドマ・ブーシャン勲章を授与された。また、2004年から2011年にかけて中央映画認証委員長を務め、2005年にはユニセフ親善大使に任命された。
コルカタの名家の一つで、ベンガル・ルネサンスに大きな影響を与えたタゴール家に生まれ、14歳の時にサタジット・レイの『大樹のうた』で女優デビューした。これ以降もサタジット・レイ作品に数多く出演してベンガル語映画を代表する女優の地位を確立し、1964年に『Kashmir Ki Kali』に出演してからはヒンディー語映画に進出して人気女優の地位を確立している。1968年にパタウディ藩王の称号を持つマンスール・アリー・カーン・パタウディと結婚し、3人の子供（サイーフ・アリー・カーン、サバー・アリー・カーン、ソハ・アリー・カーン）を出産している。

## 生い立ち
1944年12月8日、ブリティッシュ・インディア・コーポレーションのゼネラルマネージャーを務めるギティンドラナート・タゴールとイラ・タゴール（旧姓：バルア）の娘としてニザーム藩王国のハイデラバードで生まれる。父ギティンドラナート・タゴールはベンガル人ヒンドゥーバラモンのタゴール家の出身で、ガガネンドラナート・タゴールの孫に当たり、親族にはノーベル文学賞受賞者のラビンドラナート・タゴールがいる。母イラ・タゴールはアッサム系ベンガル人ヒンドゥー教徒で、バルア家の出身であり、母方の祖母ラティカ・バルア（旧姓：タゴール）はラビンドラナート・タゴールの弟ドウィジェンドラナート・タゴールの孫に当たる。また、母方の祖父（ラティカ・バルアの夫）はグワーハーティーで法律家として活動したジュナナダビラーム・バルアであり、曾祖父のグナビラーム・バルアは社会活動家として知られていた。このほか、デーヴィカー・ラーニーやアバニンドラナート・タゴールとも縁戚関係にある。
シャルミラ・タゴールは三姉妹の長女で、妹にはオインドリア・クンダ（ティンク・タゴール）とロミラ・セーン（チンキー）がいる。オインドリアは1957年にタパン・シンハーの『Kabuliwala』に子役として出演しており、ロミラはブリタニア・インダストリーズのCOOを務めたニキル・セーンと結婚し、ユニビック・フーズを立ち上げてCEOを務めていたが、2019年11月に死去している。幼少期は聖ヨハネ教区女子高等学校、ロレート修道院で教育を受けたが、13歳で女優デビューした後は学業から距離を置くようになった。その後、成績不振や同級生に悪影響を与えるという理由から、女優業か学業のどちらかを選ぶように迫られ、父の勧めもあり女優業に専念するようになった。

## キャリア

### 1959年 - 1968年
1959年にサタジット・レイのベンガル語映画『大樹のうた』で女優デビューし、1960年にはヒンドゥー教社会における迷信と改革を描いた『女神』に引き続き起用された。その後は『Sesh Anka』『Nirjan Saikate』に出演し、『Nirjan Saikate』ではルマ・グハー・タークルタ、チャヤー・デーヴィ、レーヌカー・デーヴィ、バーラティ・デーヴィと共にインド国際映画祭 女優賞を受賞している。
1964年にシャクティ・サマンタの『Kashmir Ki Kali』でヒンディー語映画デビューし、シャンミー・カプールと共演した。1967年には再びシャクティ・サマンタの『An Evening in Paris』でシャンミー・カプールと共演し、同作ではインド人女優として初めてビキニ姿で出演しており、ヒンディー語映画におけるセックスシンボルの地位を確立した。また、これに先立つ1966年にはビキニ姿で『フィルムフェア』の表紙を飾っているが、この36年後に中央映画認証委員長に就任した際には、インド映画でビキニ姿の女優が頻繁に登場するようになったことに対して懸念を表明している 。その後は『Waqt』『Anupama』『Devar』『Aamne Samne』『Mere Hamdam Mere Dost』『英雄』などのヒンディー語映画・ベンガル語映画に出演し、ダルメンドラと共演した『Anupama』をきっかけに女優としてブレイクした。

### 1969年 - 1980年

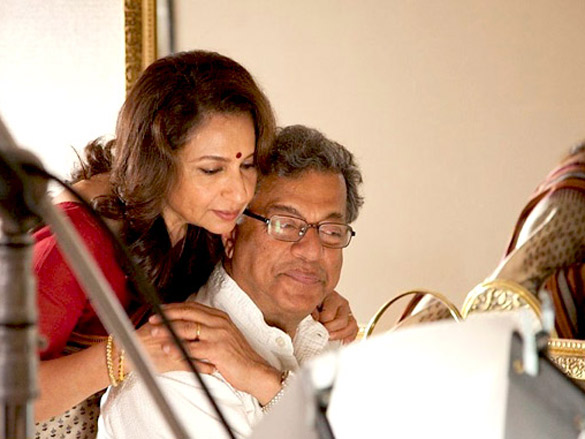
『Life Goes On』撮影中のシャルミラ・タゴールとギリーシュ・カルナード（2009年）

1970年代はシャルミラ・タゴールの全盛期であり、出演作の多くが批評的・興行的な成功を収めた。特にラージェーシュ・カンナーとのコンビは高い評価を得ており、『Aradhana』『Safar』『Chhoti Bahu』『Amar Prem』『Raja Rani』『Daag』『Avishkaar』『Maalik』などの共演が知られている。これらの作品によって、シャルミラ・タゴールは当代を代表する主演女優の地位を確立し、ラージェーシュ・カンナーとのコンビは「インド映画のベスト・スクリーンカップル」と称されるようになった。また、『Safar』『Amar Prem』でフィルムフェア賞 主演女優賞にノミネートされ、『Aradhana』では同賞を受賞している。この時期、ウッタム・クマールとは『英雄』『Amanush』『Anand Ashram』『Dooriyaan』と共演しており、1975年にはグルザールの『Mausam』でサンジーヴ・クマールと共演して国家映画賞 主演女優賞を受賞し、フィルムフェア賞主演女優賞にノミネートされた。『Devar』『Anupama』『Mere Hamdam Mere Dost』『Satyakam』『Yakeen』『Chupke Chupke』『Ek Mahal Ho Sapno Ka』ではダルメンドラと共演して高い評価を得ており、『Chupke Chupke』『Faraar』『Besharam』ではアミターブ・バッチャンと共演し、『Aa Gale Lag Jaa』『Paap Aur Punya』ではシャシ・カプールと共演している。このほか、『Ek Se Badhkar Ek』『Tyaag』『Chuvanna Chirakukal』などに出演している。

### 1981年 - 2006年
1980年代に入ると『Kalankini Kankabati』『Namkeen』『New Delhi Times』『Maa Beti』などに出演し、『Sunny』ではダルメンドラと彼の息子サニー・デーオールと共演し、フィルムフェア賞 助演女優賞にノミネートされた。その後もヴィクター・バナルジー、ナシールッディーン・シャーと共演した『Protidan』、デンゼル・ワシントンと共演した『ミシシッピー・マサラ』で重要な役柄を演じ、『Ghar Bazar』『Mann』では助演女優として出演した。この間には『Katha Sagar』『Zindagi』などのテレビドラマにも出演している。1993年には息子サイーフ・アリー・カーンのデビュー作『Aashik Awara』に出演し、再度共演した『Eklavya: The Royal Guard』では批評家から高い評価を得ている。
2000年代に入ると『Dhadkan (2000 film)』『Abar Aranye』に出演し、『Abar Aranye』では国家映画賞 助演女優賞を受賞した。また、アミターブ・バッチャンと共演した『Viruddh』ではフィルムフェア賞主演女優賞にノミネートされている。

### 2007年 - 現在

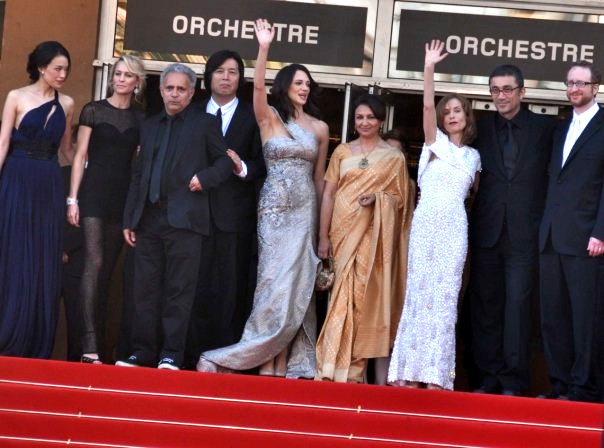
第62回カンヌ国際映画祭に出席するシャルミラ・タゴール（2009年）

2000年代後半は『Fool & Final』『8 x 10 Tasveer』『Antaheen』に出演し、2009年にはマラーティー語映画『Samaantar』に出演した。また、同年には第62回カンヌ国際映画祭のコンペティション部門審査員を務め、2010年に出演した『Break Ke Baad』では批評家から高い評価を受けた。その後は女優業を休止していたが、2023年にDisney+ Hotstarの『Gulmohar』で23年振りに女優業に復帰した。シャルミラ・タゴールの演技について『ヒンドゥスタン・タイムズ』は「タゴールからにじみ出るエレガンスさと立ち振る舞いには驚かされる。彼女の台詞回し、ジェスチャー、ボディランゲージ、感情表現など、そのすべてが長い休止期間を経ても色あせることはなかった」、『インディア・トゥデイ』は「タゴールは、いつでもスクリーン上で楽しませてくれた。そして、彼女は帰ってきたのだ!」とそれぞれ批評しており、彼女はフィルムフェアOTT賞のウェブ・オリジナル映画部門審査員選出主演女優賞を受賞した。

## 私生活

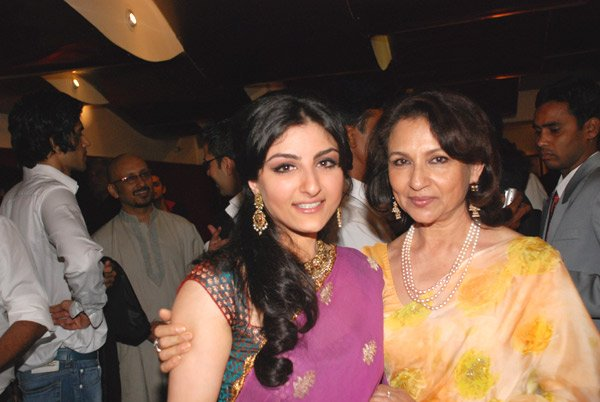
『Khoya Khoya Chand』プレミア上映に出席するシャルミラ・タゴールとソハ・アリー・カーン（2007年）

シャルミラ・タゴールは共通の友人を通じてクリケットインド代表選手のマンスール・アリー・カーン・パタウディと出会い、数年間の交際を経た1968年12月27日に結婚式を挙げた。また、結婚に際してヒンドゥー教からイスラム教に改宗し、「ベーグム・アーイシャー・スルターナー（Begum Ayesha Sultana）」と改名している。マンスール・アリー・カーンはボーパール藩王国統治者・パタウディ藩王妃のサジダ・スルターンの息子であり、自身もパタウディ藩王の称号を持つ名門の出身だった。彼との結婚に伴いシャルミラ・タゴールもパタウディ藩王妃の称号を得たが、1971年のインド憲法改正によって旧藩王国の称号・特権が廃止されたため、藩王妃の称号を失っている。夫妻の間には3人の子供（俳優のサイーフ・アリー・カーン、宝石デザイナーのサバー・アリー・カーン、女優のソハ・アリー・カーン）がおり、2011年9月22日に夫マンスールと死別している。
長男サイーフ・アリー・カーンは1991年に女優のアムリタ・シンと結婚（2004年に離婚）し、2人の子供（サーラー・アリー・カーン、イブラーヒーム・アリー・カーン）をもうけた。彼は2012年に女優のカリーナ・カプールと再婚し、2人の子供（タイムル・アリー・カーン、ジェハーンギル・アリー・カーン）をもうけている。次女ソハ・アリー・カーンは2015年に俳優のクナール・ケームと結婚し、娘イナーヤ・ナウミ・ケームを出産している。

## 評価

### 人物評

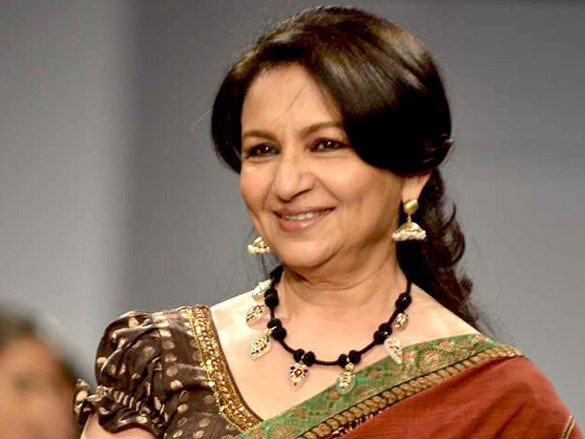
シャルミラ・タゴール（2011年）

シャルミラ・タゴールはインド映画史上最も偉大な俳優の一人に挙げられる。また、1960年代後半から1970年代前半にかけて最も収益を上げた女優の一人でもあり、1969年と1973年には『Box Office India』の「トップ女優」にランクインしている。2022年には『アウトルック』の「ボリウッド女優ベスト75」の一人に選ばれており、『大樹のうた』『Kashmir Ki Kali』では『Rediff.com』の「ボリウッド史上最高のデビューリスト』で第2位にランクインしている。また、「1960年代・1970年代のスタイル・アイコン」とも称され、同時代のセックスシンボルとして知られていた。彼女の蜂の巣を模した髪型や翼を広げたようなアイラインは広く知られ、「ドラマティック・アイメイクの女王」とも呼ばれており、『ザ・タイムズ・オブ・インディア』の「美しい顔ベスト50」にも選出された。彼女のメイクスタイルはプリヤンカー・チョープラー、ディーピカー・パードゥコーンなど多くの女優に影響を与え、カリーナ・カプールも「義母シャルミラのドレスセンスは、スクリーンの中でも外でも大好きです」と語っている。
彼女は女優としての幅広い役柄を演じる演技力、容姿の美しさ、ファッションセンスなどが高く評価されており、出演作ではジャーナリスト・ダンサー・未亡人・医師・離婚歴のある女性・教師・娼婦など様々な役柄を演じてきた。また、『フィルムフェア』の「素晴らしい演技ベスト80」では『Mausam』の演技で第59位にランクインしている。『ファーストポスト』のスバーシュ・K・ジャーは「結婚後も華々しい活躍を見せたボリウッド女優は、シャルミラ・タゴール以外存在しないだろう」と批評し、『ザ・ニューヨーカー』のポーリン・ケイルは「彼女は非常に美しく、完璧だ。これは、私が滅多に使わない言葉だ」と称賛している。また、『フェミア』のヘマーチャヤ・デイは「シャルミラ・タゴールはアートハウス、クロスオーバー、メインストリームなど様々なジャンルの映画を上手に渡り歩いてきた」と称賛している。彼女は時代の最先端を行く女優としても知られ、1967年に出演した『An Evening in Paris』ではインド人女優として初めてビキニ姿を披露し、ボリウッドで最も話題を集める女優となった。『サンデー・ガーディアン』のスレーンドラ・クマールは「彼女は二つの異なる姿を見事に演じ切って見せた。それは、リアリズム志向のベンガル語映画におけるシリアスな姿と、商業的な成功に重点を置いた歌と踊りのシークエンスを持つボリウッド映画の姿である」と批評し、映画史家のサンジャイ・ムコパディヤイは「タゴールのインド映画における最も重要な貢献は、気品と優雅さである。ワヒーダー・ラフマーンに次いで、彼女は当時の女優の中で唯一この魅力を放っていた」と批評している。

### 受賞歴

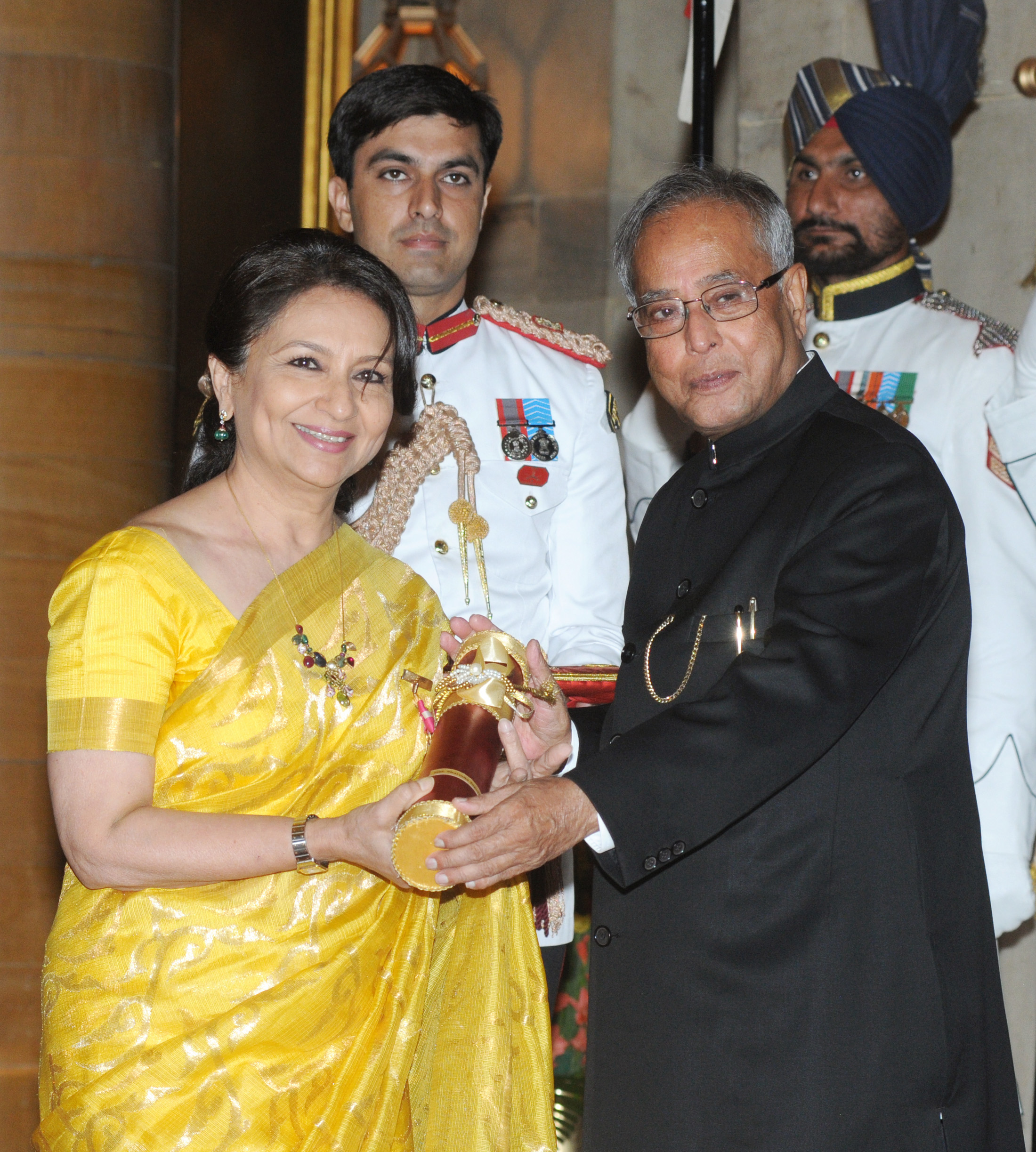
インド大統領プラナブ・ムカルジーからパドマ・ブーシャン勲章を授与されるシャルミラ・タゴール（2013年）

| 年                           | 部門                                           | 作品               | 結果       | 出典    |
| 栄典                         | 栄典                                           | 栄典               | 栄典       | 栄典    |
| ---------------------------- | ---------------------------------------------- | ------------------ | ---------- | ------- |
| 1999年                       | 芸術文化勲章 （コマンドゥール）                | N/A                | 受賞       | [ 86 ]  |
| 2013年                       | パドマ・ブーシャン勲章                         | N/A                | 受賞       | [ 87 ]  |
| 名誉学位                     |                                                |                    |            |         |
| 2012年                       | エディンバラ大学                               | 名誉美術博士       | 受賞       | [ 88 ]  |
| 国家映画賞                   |                                                |                    |            |         |
| 1976年                       | 主演女優賞                                     | 『Mausam』         | 受賞       | [ 89 ]  |
| 2005年                       | 助演女優賞                                     | 『Abar Aranye』    | 受賞       | [ 90 ]  |
| フィルムフェア賞             |                                                |                    |            |         |
| 1970年                       | 主演女優賞                                     | 『Aradhana』       | 受賞       | [ 91 ]  |
| 1971年                       | 主演女優賞                                     | 『Safar』          | ノミネート | [ 92 ]  |
| 1977年                       | 主演女優賞                                     | 『Mausam』         | ノミネート | [ 92 ]  |
| 1985年                       | 助演女優賞                                     | 『Sunny』          | ノミネート | [ 92 ]  |
| 1998年                       | 生涯功労賞                                     | N/A                | 受賞       | [ 93 ]  |
| 2006年                       | 主演女優賞                                     | 『Viruddh』        | ノミネート |         |
| フィルムフェアOTT賞          |                                                |                    |            |         |
| 2023年                       | ウェブ・オリジナル映画部門審査員選出主演女優賞 | 『Gulmohar』       | 受賞       | [ 94 ]  |
| 2023年                       | ウェブ・オリジナル映画部門主演女優賞           | 『Gulmohar』       | ノミネート | [ 94 ]  |
| 国際インド映画アカデミー賞   |                                                |                    |            |         |
| 2011年                       | インド映画貢献賞                               | N/A                | 受賞       | [ 95 ]  |
| 2011年                       | 生涯功労賞                                     | N/A                | 受賞       | [ 95 ]  |
| スター・スクリーン・アワード |                                                |                    |            |         |
| 2002年                       | 生涯功労賞                                     | N/A                | 受賞       | [ 96 ]  |
| 2006年                       | 主演女優賞                                     | 『Viruddh』        | ノミネート | [ 97 ]  |
| インド国際映画祭             |                                                |                    |            |         |
| 1965年                       | 女優賞                                         | 『Nirjan Saikate』 | 受賞       | [ 98 ]  |
| 生涯功労賞                   |                                                |                    |            |         |
| 2010年                       | アーナンダローク賞                             | N/A                | 受賞       | [ 99 ]  |
| 2023年                       | ビマル・ロイ記念賞                             | N/A                | 受賞       | [ 100 ] |

## 大衆文化への影響
2008年にアーディティヤ・チョープラーが製作した『神が結び合わせた2人』の挿入曲「Phir Milenge Chalte Chalte」では、プリーティ・ジンタがシャルミラ・タゴール役で出演しており、劇中では『Aradhana』出演時に彼女がしていた蜂の巣を模した髪型を再現している。また、2022年に執り行われたインド独立75周年記念式典では、パオリ・ダムがシャルミラ・タゴール役を演じ、『An Evening in Paris』出演時の姿を再現している。